# Miss Delaware USA

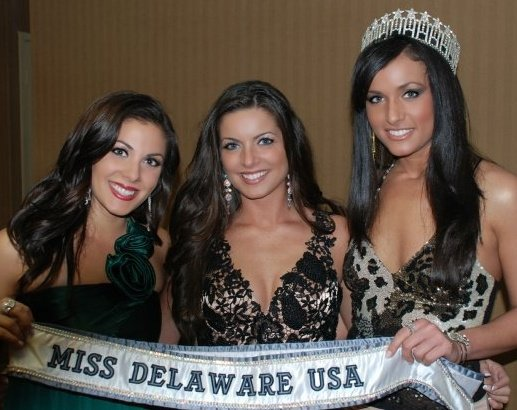
Nicole Bosso, Julie Citro, Vincenza Carrieri-Russo

Miss Delaware USA est un concours de beauté féminin, destiné aux jeunes femmes vivant dans l'État du Delaware, dont la gagnante est qualifiée pour l'élection de Miss USA.

## Titres
| Année | Nom                        | Domicile   | Âge1 | Classement à Miss USA | Prix spéciaux à Miss USA | Notes |
| ----- | -------------------------- | ---------- | ---- | --------------------- | ------------------------ | --- |
| 2025  | Tetra Shockley             | Camden     | 44   |                       |                          | Elle est entrée dans l'histoire en devenant la première épouse, mère et femme de plus de 30 ans à être couronnée Miss Delaware USA 2025. |
| 2024  | Alysa Bainbridge           | Newark     | 25   |                       |                          | Participation à Miss Pennsylvania 2022 et Miss Pennsylvania's Outstanding Teen 2016 |
| 2023  | Noa Mills                  | Middletown | 25   |                       |                          | |
| 2022  | Grace Lange                | Newark     | 22   |                       |                          | Participation à Miss Delaware Teen USA 2017 |
| 2021  | Drew Sanclemente           | Odessa     | 25   |                       |                          | |
| 2020  | Katherine "Katie" Guevarra | Middletown | 26   |                       |                          | |
| 2019  | Jolisa Copeman             | Middletown | 24   |                       |                          | |
| 2018  | Sierra Wright              | Wilmington | 20   |                       |                          | Participation à Miss Delaware Teen USA 2015 |
| 2017  | Mia Jones                  | Bear       | 20   |                       |                          | Miss Delaware Teen USA 2014 & Top 15 at Miss Teen USA 2014 |
| 2016  | Alexandra Vorontsova       | Newark     | 20   |                       |                          | |
| 2015  | Renee Bull                 | Middletown | 21   | Top 10                | Miss Congeniality        | |
| 2014  | Kelsey Miller              | Wilmington | 23   |                       |                          | Participation à Miss Delaware Teen USA 2009 |
| 2013  | Rachel Baiocco             | Bear       | 21   |                       |                          | |
| 2012  | Krista Klausen             | Georgetown | 18   |                       |                          | 4e dauphine de Miss Delaware's Outstanding Teen 2008 |
| 2011  | Katie Hanson               | Newark     | 20   |                       |                          | Candidate à l'émission de téléréalité Survivor Philippines |
| 2010  | Julie Citro                | Wilmington | 26   |                       |                          | |
| 2009  | Kate Banaszak              | Middletown | 24   |                       |                          | |
| 2008  | Vincenza Carrieri-Russo    | Newark     | 23   |                       |                          | 4e dauphine de Miss Delaware USA 2007. |
| 2007  | Nicole Bosso               | Newark     | 20   |                       |                          | Première tentative pour le titre de Miss Delaware USA en 2007. Obtention d'un titre local de Miss America et classée troisième derrière Kayla Martell en juin 2010. Concurrente pour Crowned: The Mother of All Pageants sur le réseau CW Network. Modèle sur le réseau Home Shopping Network en 2008. |
| 2006  | Ashlee Greenwell           | Middletown | 18   |                       |                          | |
| 2005  | Sheena Benton              | Wilmington | 23   |                       |                          | |
| 2004  | Courtney Purdy             | Newark     | 21   |                       |                          | |
| 2003  | Cheryl Crowe               | Felton     | 23   |                       |                          | Participation à Miss Delaware Teen USA 1997, 1re dauphine de Miss Oktoberfest 2002, candidate à Miss Delaware 2002 |
| 2002  | Deborah Hoffman            | Ocean View | 25   |                       |                          | Participation à Miss Maryland et Miss Delaware, puis 1re dauphine de Miss Delaware 2001 |
| 2001  | Stacey Smith               | Ocean View | 26   |                       |                          | |
| 2000  | Jennifer Behm              | Wilmington | 23   |                       |                          | Seconde finaliste à MasterChef |
| 1999  | Jackie Pilla               | Wilmington |      |                       |                          | |
| 1998  | Sherri Davis               | New Castle |      |                       |                          | |
| 1997  | Patricia Gauani            | Dover      |      | 26e place             |                          | |
| 1996  | Star Behl                  | Claymont   |      | 48e place             |                          | |
| 1995  | Nicole Garis               | Wilmington |      | 36e place             |                          | |
| 1994  | Teresa Kline               | Bear       |      | 14e place             |                          | |
| 1993  | Annmarie Correll           | Hockessin  |      | 46e place             |                          | |
| 1992  | Julie Ann Griffith         | Wilmington |      | 19e place             |                          | |
| 1991  | Laurie Lucidonio           | Wilmington |      | 34e place             |                          | |
| 1990  | Nicci Dent                 | Bear       |      | Top 20                |                          | Miss Teen All American 1987 |
| 1989  | Terri Spruill              | Wilmington |      |                       |                          | |
| 1988  | Christina Lee Angel        | Millsboro  |      |                       |                          | |
| 1987  | Shellie Haralson           | Newark     |      |                       |                          | |
| 1986  | Lynn Taylor                | Bear       |      |                       |                          | |
| 1985  | Sheila Saints              | Wilmington |      |                       |                          | |
| 1984  | Denise Lennick             | Wilmington |      |                       |                          | |
| 1983  | Shelley Perkins            | Newark     |      |                       |                          | |
| 1982  | Shawna Saints              | Wilmington |      |                       |                          | |
| 1981  | Natalie Ramsey             | Wilmington |      |                       |                          | |
| 1980  | Karen Giobbe               | Hockessin  |      |                       |                          | |
| 1979  | Lisa Toothman              | Newark     |      |                       |                          | |
| 1978  | Donna Lewis                | New Castle |      |                       |                          | |
| 1977  | Debby Faulkner             | Wilmington |      |                       |                          | |
| 1976  | Debbie Kucher              | Newark     |      |                       |                          | Demi-finaliste à Miss Monde USA 1979 |
| 1975  | Sandy McClure              | Wilmington |      |                       |                          | |
| 1974  | Cheryl Fetkenher*          | Newark     |      |                       |                          | |
| 1973  | Linda Graves               | Wilmington |      |                       |                          | |
| 1972  | Michele Voyer              | Wilmington |      |                       |                          | |
| 1971  | Nanette Crist              | Wilmington |      |                       |                          | |
| 1970  | Marilyn O'Neill            | Newark     |      |                       |                          | |
| 1969  | Marsha Stoppel             | Wilmington |      |                       |                          | |
| 1968  | Diana Parker               | Wilmington |      |                       |                          | |
| 1967  | Dianne Judefind            | Wilmington |      |                       |                          | |
| 1966  | Jacqueline Kalazinskas     | Claymont   |      |                       |                          | |
| 1965  | Shirl Chappell             | Newark     |      |                       |                          | |
| 1964  | Christina Klose            | Wilmington |      |                       |                          | |
| 1963  | Susan Kowalski             | Newport    |      |                       |                          | |
| 1962  | Pas de concours            |            |      |                       |                          | |
| 1961  | Ninea Lou Ringler          | Dagsboro   |      |                       |                          | |
| 1960  | Rose Ann Reed              | Wilmington |      |                       |                          | |
| 1959  | Linda E. Humes             | Harrington |      |                       |                          | |
| 1958  | Virginia Jefferson         | Delmar     |      |                       |                          | |
| 1957  | Patricia Ellingsworth      | Millsboro  |      |                       |                          | |
| 1956  | Sandra McCabe              | Selbyville |      |                       |                          | |
| 1955  | Helen Denise Blackwell*    | Wilmington |      |                       |                          | |
| 1954  | Pas de concours            |            |      |                       |                          | |
| 1953  | Pas de concours            |            |      |                       |                          | |
| 1952  | Sue J. Langton             | Wilmington |      |                       |                          | |

1 L'âge des candidates au moment de l'élection de Miss USA.
- Décédée

## Palmarès à l’élection Miss USA depuis 1952
- Miss USA :
- 1re dauphine :
- 2e dauphine :
- 3e dauphine :
- 4e dauphine :
- Top 5 :
- Top 10 :
- Top 20 : 2005, 2012, 2014
- Classement des états pour les 10 dernières élections :